# Jeden strzał zabija
Jeden strzał zabija – amerykański kryminał z 2000 roku.

## Główne role
- Anne Heche – Kapitan Mary Jane O’Malley
- Sam Shepard – Major Nelson Gray
- Eric Stoltz – Kapitan Wallker Randall
- Kate McNeil – Major Leslie Nesbitt
- Bill MacDonald – Pułkownik Sam Doran
- Sean Bell – Porucznik Tim Macy
- Carl Marotte – Hap O’Malley
- Max Morrow – Harry O’Malley
- Charlotte Arnold – Callie O’Malley
- Joel S. Keller – O’Connell
- Philip Akin – Sierżant sztabowy Finch

## Fabuła
Kapitan Mary J. O’Malley zakochuje się w swoim przełożonym – majorze Grayu. Mężczyzna, mimo że nie widzi sensu kontynuowania tej znajomości, nie kończy tego romansu. Pewnego wieczoru postanawia odwiedzić podwładną, żeby z nią porozmawiać. Kobieta myśląc, że to włamywacz, strzela i zabija go. Prokuratura umarza sprawę, ale wojsko prowadzi własne dochodzenie i oskarża kapitan o morderstwo.